# Уруньюела
Уруньюела (ісп. Uruñuela) — муніципалітет в Іспанії, у складі автономної спільноти Ла-Ріоха. Населення — 924 осіб (2009).
Муніципалітет розташований на відстані близько 240 км на північ від Мадрида, 22 км на захід від Логроньйо.

## Демографія
Динаміка населення (INE ):

## Галерея зображень

Розташування муніципалітету